# Gaál Ignác
Gaál Ignác (Szatmárnémeti, 1810. – Budapest, 1880.) festő.

## Életpályája
A táblabíró világ egyik legjobb csendéletfestője. 1832–1834 között az antik rajz, a történeti- és virágfestészet hallgatója volt a Bécsi Képzőművészeti Akadémián. Eleinte Szatmárnémetiben, majd 1845-tól Pesten dolgozott. Az 1840-es évektől volt kiállító művész.

## Díjai
- Gundel-díj (1833)